# Paolo Cioni
Paolo Cioni (Loano, 2 aprile 1967) è uno scrittore e editore italiano.

## Biografia
Paolo Cioni è di madre ligure e padre toscano, ma vive da sempre in Emilia. Si laurea in architettura all'Università di Firenze con una tesi sulla storia dell'architettura.
Dal 2004 al 2006 dirige con Benedetto Montefiori la rivista multisensoriale Experience, che esce in 9 numeri periodici (ISSN 1824-1379) e poi in 2 numeri monografici (vol. 10, ISBN 978-88-89397-66-7 e Vol. 12, ISBN 978-88-89397-87-9). Tutti i volumi sono stampati su 7 carte differenti e con un cd allegato.
È autore di tre romanzie ha tradotto dall'inglese opere di Aldous Huxley, Jerome K. Jerome e Charles Webb.
Dirige la casa editrice Mattioli 1885 dalla metà degli anni Novanta. Con la casa editrice pubblica tra gli altri: Rebecca West, Larry MacMurtry, James Still, Andre Dubus, Charles Baxter, Ernest Gaines e sta lavorando alla pubblicazione dell'opera omnia di Mark Twain.
Dal 2019 è caporedattore della rivista Satisfiction.

## Opere

### Narrativa
- Cioni, Paolo, Ovunque e al mio fianco, 1. ed. nell'Universale economica Super UE, Feltrinelli, 2006, ISBN 8807840677, OCLC 68207674.
- Cioni, Paolo, Il mio cane preferisce Tolstoj, I edizione, Elliot, 2016, ISBN 9788869932083, OCLC 964612432.
- Cioni, Paolo, La verità a pagina 31, I edizione, Elliot, 2016, ISBN 9788869936098, OCLC 1126342732

### Traduzioni
- Jerome K. Jerome, Storie di fantasmi per il dopocena, (Mattioli 1885) ISBN 9788889397916
- Aldous Huxley, Il genio e la dea, (Mattioli 1885) ISBN 9788889397862
- Charles Webb, Il laureato, (Mattioli 1885) ISBN 9788862615761
- Charles Webb, Bentornata Mrs Robinson, (Mattioli 1885) ISBN 9788862616676